# Grottes de la Verpillière (Mellecey)
Pour les articles homonymes, voir La Verpillière.
Les grottes de la Verpillière ou de la Verpillère, dites aussi grottes de Germolles ou grottes de Mellecey (et, pour la Verpillière 1 uniquement, grotte de Saint-Sulpice ou grotte de Saint-Spy), sont des sites préhistoriques situés sur la commune de Mellecey, en Saône-et-Loire.
La Verpillière I est le deuxième site le plus important dans le sud de la Bourgogne pour l'Aurignacien et l'un des plus importants sites paléolithiques en Bourgogne, couvrant la fin du Paléolithique moyen et une partie du Paléolithique supérieur - donc la transition de l'homme de Néandertal à l'homme moderne. Elle est aussi réputée comme marquant la limite orientale des zones d'extension des pointes du Châtelperronien et des pièces carénées et pointes à base fendue de l'Aurignacien. Par ailleurs, l'étude des tranchets par Charles Méray a marqué le début de l'étude du Keilmesser retouché avec coup sur tranchet (KMTB ou Keilmesser with tranchet blow).

## Toponymie
Toutes les mentions de la « grotte de la Verpillière », « grotte de Germolles », « grotte de Saint-Sulpice », « grotte de Saint-Spy » ou « grotte de Mellecey » faites avant 2006 se réfèrent à la grotte de la « Verpillière 1 », connue depuis la fin du XIXe siècle et qui est devenue « Verpillière 1 » depuis la découverte en 2006 d'une nouvelle grotte toute proche, nommée quant à elle « Verpillière 2 » (voir plus bas la section « Verpillière 2 ».

## Historique

### Verpillière 1
L'historique des recherches de cette grotte est « vaste et complexe ». 
 Elle est découverte par Charles Méray en 1868 : à l'occasion de l'agrandissement de la route, il remarque des fragments d'os et des éclats de silex dans la terre déblayée lors du creusement du champ devant la grotte. Ce jour-là il ramasse dans les déblais un grattoir finement taillé (ci-dessous), puis des lames de silex, des molaires de renne, de bovidé et de cheval. Il revient dûment accompagné et équipé d'outils et constate qu'il suffit d'enlever quelques centimètres de pierraille pour atteindre des vestiges de faune. Il ne trouve l'entrée de la grotte qu'après avoir fouillé le front de la falaise et déblayé les fissures remplies de pierre, et qu'alors son « premier soin fut d'en sortir assez de terre pour pouvoir y pénétrer […] le propriétaire même du champ, qui, trouvant là sans grands frais un amendement excellent, n'a cessé depuis, dans l'intérêt de son domaine, de faciliter [son] travail ». Il la fouille à partir de 1869 pour plusieurs années consécutives.
Vers 1890 Jules Chevrier y fait des fouilles, qui n'ont pas été publiées
Puis la grotte est fouillée par Émile Menand et Victor Arnon, en 1900 selon Dutkiewicz & Floss (2015) ou en 1903 selon Rossé (1934). Ces fouilles sont très mal documentées : il n'en reste qu'un article publié par Arnon en 1903,. D'après sa description de l'endroit de leur fouille (« en partant de la paroi gauche et en se dirigeant vers le milieu de la grotte, à 5 m de l'entrée »), il est possible qu'ils aient creusé au même endroit que Méray.
Elle est fouillée de 1914 à 1920 par Joseph Mazenod et ses fils selon Rossé (1934) ; Dutkiewicz & Floss (2015) ne mentionnent pas les fils mais mentionnent Lucien Mayet et Émile Menand avec Joseph Mazenod fouillant grotte et terrasse ; de fait, Mazenod travaille pour Mayet. Cette série de fouilles ne s'entame pas sans mal : un agriculteur propriétaire voisin prétend posséder la grotte et « refusait l'autorisation de fouilles pour en faire lui-même à son propre profit financier » - en quoi nous ne savons s'il voulait recueillir des vestiges archéologiques ou plus prosaïquement retenir une source d'amendement pour ses champs. Une longue enquête finit par déterminer que le propriétaire de la grotte est la commune, qui délivre à Mayet et Perrier le 14 juin 1914 une autorisation de fouiller la grotte « de Saint-Sulpice […] située sur des terrains communaux au lieu-dit la Verpillière », à commencer au 1er août 1914 pour huit jours de fouilles. Une fouille est donc faite cette année-là, et au moins une autre en 1919 (des fouilles pendant les années intervenantes sont incertaines). 

En 1919, Louis Armand-Calliat y fait un sondage, et en 1920 il participe aux fouilles de Mazenod ; mais les fouilles des années précédentes ont été si intenses que la grotte est alors considérée comme épuisée,.
Le dr. A. Lénez la fouille dans les années 1920-1930, puis Olivier Rossé en 1934,. Lénez fait aussi quelques ramassages en 1925-1926 sur le plateau en haut de la grotte, où il trouve de l'outillage qu'il attribue à l'Aurignacien. 

Sont ensuite cités M. Cochet (dont on sait qu'il a étudié la terrasse et peut-être la grotte en 1930, mais dont on ne connaît pas la méthode : sondages, ramassages, fouilles ?) ; l'abbé E. Guillard (fouilles de la terrasse et de la grotte en 1938) ; Marcel Laffond (1940) ; André-Charles Gros (sondage et ramassages sur la terrasse et dans la grotte en 1950) ; Henri Delporte (1953-1955, fouilles de la terrasse et de la grotte) ; Jean-Paul Thévenot (simples ramassages en terrasse en 1956-1957) ; Jean Combier (fouille en 1959) ; et M. Aimé (1971-1974) qui y fait au moins des ramassages - qui sont légaux - et peut-être des fouilles (illégales).
D'autres fouilles clandestines ont été faites, dont celles de M. Pelatin en 1970.
En 2005 ou 2006 l'étude de la Verpillière 1 reprend avec une équipe dirigée par Harald Floss (université de Tübingen). Les surfaces fouillées incluent à partir de 2010 le cône d'éboulis sous l'ouverture vers le plateau : il semble qu'il n'a pas été touché depuis 1919 et les dernières fouilles y ont révélé un ensemble de couches intactes.

### Verpillière 2
Elle est découverte le 25 septembre 2006 par l'équipe fouillant la Verpillière 1 (voir plus bas la section « Situation, historique » pour plus de détails).

## La place de Verpillière 1 dans l'histoire de la Préhistoire
La Verpillière (1) fait partie des premiers sites paléolithiques explorés en France autour des années 1860, « l'ère des pionniers », avec Saint-Acheul par Jacques Boucher de Perthes en 1859 ;
Aurignac en 1860 par Édouard Lartet ;
Le Moustier, Laugerie-Haute, Laugerie-Basse et La Madeleine en 1863 par Édouard Lartet et Henry Christy ;
et Solutré en 1866 par Henry Testot-Ferry, Adrien Arcelin puis l'abbé Antoine Ducrost.
Les 15 bifaces de Germolles amènent Mortillet (1900) à placer l'occupation de la grotte dans le Chelléen et l'Acheuléen, en plus de la qualifier de « station moustérienne […] avec des silex caractéristiques et même des coups de poing acheuléens » et une faune typiques de cette culture (mammouth et rhinocéros).
En 1911 Henri Breuil définit l'industrie du Châtelperronien et Germolles en est un des principaux points de référence avec ses pointes à dos abattu et la grande similitude entre les inventaires de la grotte des Fées de Châtelperron et ceux de Germolles.
Le niveau châtelperronien (Verpillière 1 et/ou Verpillière 2) est marqué par une association lithique faite de formes moustériennes, de pointes du type de Châtelperron, de « lames à gorges » et de grattoirs du « type de Tarté ». Cette association a également été rencontrée à Châtelperron, la Ferrassie, la Roche-au-Loup, Haurets (Ladaux) et Gargas,.
L'Aurignacien de la grotte fait aussi partie des sites qui comptent : lorsque Jean Bouyssonie décrit l'Aurignacien évolué (niveau 2) des Vachons (Charente), il le compare à la série aurignacienne de Germolles et, dans un article de synthèse sur l'Aurignacien (1954), il mentionne Germolles comme un lieu important en Saône-et-Loire,.
Plus récemment, les grottes de la Verpillière sont l'un des sites pris en compte par un projet collectif de recherche, « Le Paléolithique supérieur ancien en Bourgogne méridionale », conduit par H. Floss et Y. Pautrat (SRA Bourgogne) depuis 2013.

## Situation
Les grottes de Germolles se trouvent sur la commune de Mellecey, en rive droite (côté sud) de l'Orbize,, environ 900 m après le pont de Germolles sur la rue du Moulin menant de Germolles à Mellecey, au pied du flanc nord-est du Montadiot, à environ 8 km ouest-nord-ouest de Chalon-sur-Saône. Elles sont sur la bordure nord-est du plateau de Montadiot (également appelé plateau de Chauvirey),.
Elles s'ouvrent vers le nord. Le sol de la Verpillière 1 est à moins de 7 m du niveau des hautes eaux de l'Orbize,, donc à environ 210 m d'altitude. La Verpillière 2 est à environ 1 m plus haut, étant 50 m plus au sud mais suivant la courbe du terrain.

## Géologie
Le plateau de Montadiot est un massif calcaire du Jurassique supérieur ou Malm. Il est sillonné de failles, principalement orientées N-N-E / S-S-O ou nord-sud selon les endroits (dont pas moins de quatre d'entre elles venant au nord jusqu'à l'Orbize), recoupées par endroits d'autres failles orientées nord-est/sud-ouest (dont l'une de ces dernières au sud-ouest de Germolles).
Les grottes sont creusées dans un substrat rocheux datant de l'Oxfordien supérieur (premier étage stratigraphique du Jurassique supérieur, 163,5 à 157,3 Ma) fait de calcaires dits « de Germolles » (« J6c2 », en bleu dans la carte géologique), c'est-à-dire des calcaires micritiques ou biomicritiques (débris de Lamellibranches, de Brachiopodes, d'Échinodermes) ou oolithiques. Ces calcaires ont une origine marine : pendant tout le Jurassique, la mer recouvre la région. Arcelin (1877) place les grottes « dans le corallien ». 

Immédiatement au nord se trouve la basse plaine alluviale (« Fz », en blanc cassé sur la carte géologique) formée par l'Orbize ; ce sont des alluvions récentes qui contiennent des roches siliceuses accessoires : grès, quartzites, quartz et silex.
Les grottes ont été creusées par érosion des composants les plus faibles de la roche, vraisemblablement pendant l'extension du système de graben Rhin-Saône-Rhône. Leur altitude de 210 m les place à 38 m au-dessus du niveau de la Saône, c'est-à-dire sur la troisième terrasse du système de creusement de la Saône et de ses affluents. Selon Arcelin, cette terrasse est à base d'argiles jaunes contenant sables et graviers.
Elles sont à proximité immédiate de sources de silex, dont l'une sur le flanc est du Montadiot et une autre en rive gauche de l'Orbize sur la colline de Saint-Sulpice.

## Éléments communs aux deux grottes
Pour les couches du Paléolithique moyen, les deux grottes ont livré des bifaces du type « Moustérien à bifaces » ou « Moustérien de type Micoquien » - tant par les fouilles récentes que, pour Verpillière 1, par les fouilles anciennes. 98 % du matériel lithique est fait de silex provenant d'argiles à silex.

## Verpillière 1

### Description
La grotte a été formée par un eﬀondrement d'une partie d'abri sous roche, causé par des fractures et diaclases du calcaire. Des fragments de l'ancienne voûte se retrouvent dans les niveaux inférieurs du remplissage, montrant que le plafond actuel de la grotte s'est formé au Paléolithique moyen. Un autre gros effondrement de la voûte s'est produit au Tardignaciaire ou lors de la période postglaciaire, qui a transformé l'abri sous roche en grotte.
La Verpillière 1 a de nos jours quatre ouvertures. La plus grande est à l'est et fait face à la route ; c'est une grande fissure oblique de 2 m de hauteur et large de 60 cm. Sa largeur a été considérablement réduite par un grand bloc de l'ancien plafond tombé à l'avant, ce qui donne à cette entrée une paroi rocheuse plus ou moins droite. 

Vers le nord se trouve une autre fissure, plus difficile d'accès car elle est haute d'environ 3-4 m mais pour seulement 30 à 60 cm de largeur. 

Une autre ouverture relie la grotte au plateau de Montadiot. C'est un puits karstique difficile d'accès. Un cône d'éboulis s'est accumulé à son aplomb ; il existait déjà en 1919. 

Une autre fente étroite se trouve à l'arrière de la grotte.
L'entrée principale est précédée d'une plateforme, ou terrasse large d'environ 2 à 5 m qui plonge brusquement vers la route
Le seuil a été exhaussé par des éboulis d'auvent et le talus ainsi formé s'étend jusqu'à 6 m à l'intérieur. Le plafond est à 2,50 m au-dessus du sol originel mais le remplissage atteint par endroits une hauteur de 1,70 m.
À l'intérieur, la salle fait environ 14 × 10 m selon Arnon (1903) et Breuil (1911) mais 20 × 10 m selon Dutkiewicz & Floss (2015).

### Stratigraphie, fréquentations
Le principal problème des fouilles anciennes est qu'elles n'indiquent aucune stratigraphie : les objets trouvés sont cités plus ou moins pêle-mêle et les époques d'occupation sont proposées principalement sur la base de l'analyse des styles de taille de l'outillage lithique - ce qui est peu fiable vu que plusieurs outils se retrouvent sur plusieurs époques (par exemple les retouchoirs en os apparaissent dès le Paléolithique inférieur, ou encore le même type de burin se retrouve au Moustérien et au Châtelperronien, et autres exemples similaires). De plus à l'époque les assemblages (ensemble d'outils d'un certain type, permettant un meilleur ciblage de l'époque à laquelle ils appartiennent) connus sont beaucoup plus rares que de nos jours et souvent peu ou mal analysés.
Les fouilles commencées en 2005 ou 2006 permettent heureusement d'identifier les niveaux préhistoriques encore préservés dans la Verpillière 1, avec une occupation néandertalienne maintenant bien attestée sur la terrasse qui précède la cavité ; et de documenter la stratigraphie de la Verpillière 2.
De nos jours, la stratigraphie de la Verpillière 1 s'avère très complexe du fait des perturbations dues aux fouilles anciennes, à des processus géologiques divers (eau stagnante dans la partie sud de la grotte, solifluxion dans la partie centre-ouest avec influx de sédiments et d'eau par une grande ouverture de la voûte) et aux modifications des couches selon les différents emplacements. Quatre secteurs sont déterminés lors des dernières fouilles : secteur A, proche des parois, fouillé en 2009 ; secteur B, fouillé en 2012-2013 ; secteur C, cône d'éboulis, fouillé en 2013 ; et secteur D, également le cône d'éboulis, fouillé en 2010-2012.
Les constantes sur toute la surface de la grotte sont la roche-mère (G6) surmontée d'une couche d'argile stérile (G2, G3 ou G36 selon les emplacements) faite de roche-mère érodée ; au-dessus, une couche de plaquettes calcaires tombées (G13 en secteur A, G4 sur le reste sauf un hiatus à l'aplomb d'une fouille ancienne) ; puis une couche stérile (G22) d'argile et de calcaire érodé.
Les fouilles récentes ont mis au jour plusieurs zones de dépôts intacts, considérées comme représentatives de la stratigraphie de la grotte avant les fouilles anciennes. L'outillage associé indique une fréquentation des lieux allant de la fin du Paléolithique moyen (Moustérien) jusqu'au Paléolithique supérieur ancien (Aurignacien, Gravettien).
Acheuléen
En 1912 Mortillet cite une quinzaine de « coups-de-poings » acheuléens. Mais ses attributions au Chelléen et à l'Acheuléen ne correspondent ni avec la description de Charles Méray, ni avec les observations actuelles.
Moustérien - Micoquien (Keilmesser)
En 1912 Mortillet cite de nombreux racloirs et pointes à main moustériens.
- Mobilier micoquien de la Verpillière 1
- Tranchet ou serpette.
- Tranchet en forme de serpe[1].
- « Scie[57] ».

Le premier tranchet ou serpette (ci-dessus), selon le nom donné par Méray, est fait d'un rognon oblong de silex opaque. Une extrémité, laissée brute, forme un manche de préhension très lisse. L'autre bout a été taillé en serpette courbe, très aigüe et tranchante des deux côtés. Le travail est aussi soigné sur les deux faces.
Ces trois pièces sont présentées comme micoquiennes par Frick et al. (2017, p. 77), précisant que leur étude par Ch. Méray a marqué le début de l'étude du Keilmesser retouché avec coup sur tranchet (KMTB ou Keilmesser with tranchet blow).
- Autre mobilier micoquien de la Verpillière 1
- « Tête de flèche » (selon Chabas[60]). L. 52 mm, l. 33 mm, ép. 10 mm.
- Percuteur, ép. maximum 4 cm[61]
- « Tête de lance » acheuléenne (selon Chabas[62]).

Châtelperronien
Le Châtelperronien est reconnu par Jean Combier en 1959 (son « niveau 4 à éclats ») mais Floss et al. (2015) ne l'incluent pas dans leur stratigraphie de la grotte. Seule la Verpillière 1 a livré du Châtelperronien (hors quelques éléments peu notables provenant de la Verpillière 2), dans la couche GH40. Ce niveau est marqué par une forte coloration rouge, provenant d'un taux élevé de poudre d'hématite (et donc une concentration d'oxydes métalliques) ; il a d'ailleurs livré un morceau d'hématite.
Aurignacien
Les datations sur des pièces en os typiques de l'Aurignacien s'étendent d'environ 32 000 à 30 000 AP (non cal.), ce qui est trop récent pour attribuer ce matériel à de l'Aurignacien ancien. Mais J. Combier a attribué l’Aurignacien de Germolles à un contexte plus récent que celui de Solutré. Par ailleurs, certaines pièces lithiques participent du protoaurignacien.
Rossé (1934) met au jour des os d'hyène, de rhinocéros, d'ours, de cerf, de bœuf et de cheval ; de l'industrie lithique dont des racloirs carénés et un beau biface ; de l'industrie sur os dont des lissoirs et des perçoirs. Il attribue le tout à l'Aurignacien.
- Mobilier de la Verpillière 1
- Petits poinçons.
- Marteau en bois de renne.
- Grattoir à deux têtes, très régulier.
- Os à entailles rondes.
- Pointe de lance avec échancrure retaillée sur côté

Le figure 12 représente un os à entailles brisé aux deux bouts. La surface d'une extrémité a été usée. Il porte encore la trace de 11 encoches, d'autres encoches ont pu disparaître sous l'effet de chocs. Ces « entailles » sont des trous circulaires dont la partie supérieure a été tronquée. Un silex pointu a été utilisé comme tarière pour creuser les trous.
Chabas pense que le petit poinçon (fig. no 13) est en ivoire de mammouth. Il n'est rond qu'en son milieu ; l'une des extrémités est aplatie et l'autre taillée à 6 pans, probablement par frottement. Les pans ne sont pas bien réguliers : il semble que ce soit parce que l'objet s'est rompu pendant le travail et a été rebuté avant d'être terminé. Pièce assez rare. Le no 14 est un fragment d'os à moelle très soigneusement épointé ; l'autre extrémité, qui servait à le tenir en main, est laissée brute. Le no 15 est une esquille de côte, laissée brute du côté servant à la tenir. L'extrémité formant poinçon est façonnée symétriquement.
- La Verpillière 1 : évolution des pointes

Ces trois pointes ci-dessus illustrent l'évolution vers des pointes pédonculées, avec le bulbe de percussion évidé d'un côté afin de fixer la pièce.
- Mobilier de la Verpillière 1
- Outils en silex.
- Os travaillés.
- Lissoirs en os[73].
- Grands perçoirs en os[73].

Gravettien
Le Gravettien se trouve dans de petits dépôts principalement devant la grotte, avec seulement quelques dépôts à l'intérieur,.
Solutréen
Le seul indice connu sûr de présence des solutréens est une partie de feuille de laurier probable, retrouvée dans la collection Mazenot du laboratoire de géologie de Lyon. L'abbé Guillard mentionne que Mayet, Mazenot et Menand ont trouvé « deux ou trois pièces solutréennes typiques »,. Lénez (1940) mentionne rapidement la grotte pour le Solutréen inférieur dans sa Chronologie des temps quaternaires et l'âge des hommes….
Pas de Magdalénien
En 1912 Mortillet cite des lames et grattoirs en silex accompagnés d'instruments en os dont deux dents percées, ce dernier ensemble magdalénien selon lui. Il attribue aussi à cette culture le renne abondant et les objets en os et en silex correspondants. Mais là aussi ces attributions au Magdalénien ne correspondent ni avec la description de Charles Méray, ni avec les observations actuelles.

### Faune
Méray recueille la plus grande quantité de vestiges de faune dans la première couche devant la grotte. Ses trouvailles incluent renne, mammouth, rhinocéros, ours, grand félin, hyène - le tout plus fréquent que les bovidés et chevaux. Il trouve en particulier deux molaires de mammouth d'un même individu, encore garnies d'une partie de leur alvéole ; et deux autres molaires d'un jeune mammouth ; ces dents très bien conservées.

### Ocre
Les fouilles ont mis au jour deux cents fragments de pigments de couleur ocre.

### Ornements
Ceux-ci incluent des dents perforées (incisive de ruminant, plusieurs canines de renard, une crache de cerf, une ou plusieurs incisives de bovidé,, une dent de rhinocéros perforée dans sa longueur), plusieurs rochers d'oreille de bœuf ou de cheval.
Une pièce mérite mention particulière : elle semble être le fragment d'un anneau d'environ 10 cm de diamètre, poli et marqué de rainures régulières sur les bords. Le seul autre objet similaire connu dans l'Aurignacien français est un fragment d'anneau en ivoire, poli mais non incisé, dans les couches protoaurignaciennes d'Isturitz. Par contre les rainures parallèles régulières sont relativement courantes à l'Aurignacien français,, et l'Aurignacien du Jura souabe a livré des objets ornés d'incisions et d'un façonnage plus élaboré.
Un autre élément difficile à placer avec certitude dans l'une ou l'autre culture est une perle cylindrique à perforation centrale en bois de cervidé,. La grotte de Hohle Fels dans le Jura souabe a livré des perles de même forme mais en ivoire ; le Gravettien de l'abri Pataud, du Blot (Cerzat, Haute-Loire) et des Peyrugues (Orniac, Lot) a livré d'autres perles de forme similaire en bois de renne et en ivoire.
- Ornements de la Verpillière 1
- Incisive de ruminant percée[71].
- Dent de rhinocéros percée[86].
- rocher d'oreille pendeloque[86].

Pour l'incisive de ruminant percée (fig. 9), le trou est particulièrement bien façonné : bords très lisses, trou bien rond. 

La dent de rhinocéros (fig. 10) est percée d'un trou entre deux couches d'émail. 

La figure 11 représente un objet d'ornement fait de la partie éburnée de l'os de l'oreille du bœuf ou du cheval. Ce petit os est naturellement percé d'une ouverture en forme de petite oreille. Une fois l'appendice osseux enlevé, il peut être suspendu comme grain de collier ou pendeloque.

## Verpillière 2

### Situation, historique
La grotte de Verpillière 2 est à environ 50 m au sud de Verpillière 1, sous le prolongement de la même corniche que cette dernière. En 2006 l'équipe d'Harald Floss travaille sur la Verpillière 1. J.-N. Blanchot, collectionneur amateur, indique à Floss la présence de mobilier lithique au-dessus d'un gros terrier de blaireau à proximité. Une prospection est réalisée et la grotte est trouvée le 25 septembre 2006. Lors de sa découverte, elle est obstruée par des sédiments et de gros blocs calcaires d'effondrement de l'auvent mesurant jusqu'à 4 m pour les plus grands, le tout enlevé sur deux ans (2006 à 2008). En 2009 sont mises au jour des couches intactes contenant du matériel du Paléolithique moyen. Les fouilles durent au moins jusqu'en 2015.

### Description
Les couches archéologiques sont prises en sandwich entre deux ensembles de blocs ou plaques issus d'effondrements du plafond (auvent) de la grotte. Pendant la période d'occupation de la grotte, plusieurs effondrements mineurs ont également eu lieu, séparant différentes couches. Le dernier effondrement a pratiquement bouché la grotte et conservé l'intégrité des couches, qui se trouvent au pied de la falaise et à l'intérieur de la salle.
En 2015 la surface du site archéologique (sous l'effondrement des blocs de voûte et dans la grotte) est estimée à environ 100 m2.

### Stratigraphie, mobilier
En 2015, plusieurs couches intactes de sédiments sont déterminées (GH3 à GH9).
L'industrie lithique est dominée par le débitage Levallois mais trois éléments relèvent du débitage discoïde et onze autres montrent des réductions dorsales et ventrales sur éclat. Des percuteurs sont faits principalement de quartzite (32 pièces), mais deux percuteurs sont en grès.
GH1 et GH2
Ces couches sont mixtes (mobilier mélangé). Elles ont livré des éléments de faune de l'Holocène, comme un crâne complet de blaireau européen (Meles meles) ; GH2 a livré un atlas complet de mammouth laineux adulte.
Le mobilier des couches GH1 et GH2, daté du début du Paléolithique supérieur, est concentré sur deux zones principales.
GH 3, GH4x et GH4
Ce sont trois couches du Paléolithique moyen intègres, incluant des vestiges d'herbivores du Pléistocène comme le mammouth et le rhinocéros. Elles sont datées du début du SIO 3, entre 40 000 and 50 000 ans AP.
GH3 est la dernière couche déposée restée intègre. Elle a livré dix bifaces du groupe Keilmesser, principalement des formes asymétriques (c'est-à-dire du Micoquien tel que défini par G. Bosinski en 1967, ou Moustérien de type micoquien), et des poches de charbon stratifiées horizontalement, incluant 3 095 morceaux de charbon. La faune associée suggère un climat moyen à froid. Dans le haut de cette couche, des vestiges de faune (os et dents) sont concentrés le long du mur ouest, ce qui suggère une zone réservée aux déchets de nourriture : dans le bas de cette même couche, les os sont répartis de façn plus aléatoire.
Dans la couche GH4, tous les gros os se trouvent dans une zone de 1 m2.
GH 8
La couche GH8 est faite de blocs d'effondrement.
GH 15
La couche GH15 est mixte, présentant du matériel du Paléolithique moyen et du début du Paléolithique supérieur. Deux pièces d'ivoire provenant de cette couche sont datées à 46 700 ans (cal.) AP et ~46 800 ans (cal.) AP.

### Occupation
Datation
L'occupation est estimée aux environs de 75 000 à 100 000 ans (deuxième moitié du SIO 5 a, b ou c). Cette période correspond aux périodes d'occupation de sites de plein air comme Champlost, Villeneuve-l'Archevêque (site de la Prieurée) ou Vinneuf (Sénonais, nord de la Bourgogne) qui ont aussi livré des éléments micoquiens et sont datés du SIO 5. Mais une datation du SIO 4 (~60 à 70 000 ans) ou début SIO 3 (~60 000 ans) est également possible : comme signalé par Jöris (2003) et Richter (1997), de nombreux assemblages du groupe Keilmesser sont ainsi datés.

## Mobilier plus récent
Alors que l'équipe de fouille de 2015 en est encore à creuser pour accéder à l'entrée de la Verpillière 2 en 2007, elle trouve une boucle de ceinture romaine à 1 m de profondeur.

## Collections
Les objets collectés par Victor Arnon ont entièrement disparu.
Les objets recueillis en 1919 par Louis Armand-Calliat étaient en 1952 dans le hall de l'Hôtel de Ville (bâtiment où se déroulaient les séances de la Société d'Histoire et d'Archéologie de Chalon) ; ils ont été passés depuis au  musée Denon (coll. numéro CA27.b).
Ceux des fouilles Mazenod ont été distribués dans diverses collections à Chalon-sur-Saône, Mâcon, Montceau-les-Mines et Autun.
L'université de Tübingen a aussi une partie des collections Jeannin (1868), Pelatin (1970) et Floss (2006 et suiv.).

## Confusion possible
Ne pas confondre avec l'abri de la Verpilière près de Menetoy sur la commune de Vic-de-Chassenay, arrondisement de Semur-en-Auxois, en Côte-d'Or. Il existe également un autre Verpillière, hameau sur la commune de Chissey-en-Morvan.

### Cartographie
- Frick & Floss 2015, p. 54, fig. 1a : Emplacement des grottes de la Verpillière 1 et 2 à Germolles.
- Frick et al. 2012, p. 298, fig. 2 : Plan plus précis (échelle plus grande) de localisation des grottes et de deux sites proches d'argiles à silex.